# Asian Women's Sevens Championship 2011
El Asian Women's Sevens Championship (Campeonato Femenino de rugby 7 de Asia) de 2011 fue la decimosegunda edición del torneo femenino de rugby 7 de la confederación asiática.

## Posiciones

### Grupo A
| Equipo   | Encuentros | Encuentros | Encuentros | Encuentros | Tantos  | Tantos    | Tantos     | Puntos |
| Equipo   | jugados    | ganados    | empatados  | perdidos   | a favor | en contra | diferencia | Puntos |
| -------- | ---------- | ---------- | ---------- | ---------- | ------- | --------- | ---------- | ------ |
| China    | 3          | 3          | 0          | 0          | 100     | 0         | +100       | 9      |
| Singapur | 3          | 2          | 0          | 1          | 48      | 38        | +8         | 7      |
| Irán     | 3          | 1          | 0          | 2          | 17      | 67        | -50        | 5      |
| Malasia  | 3          | 0          | 0          | 3          | 7       | 79        | -72        | 3      |

### Grupo B
| Equipo        | Encuentros | Encuentros | Encuentros | Encuentros | Tantos  | Tantos    | Tantos     | Puntos |
| Equipo        | jugados    | ganados    | empatados  | perdidos   | a favor | en contra | diferencia | Puntos |
| ------------- | ---------- | ---------- | ---------- | ---------- | ------- | --------- | ---------- | ------ |
| Kazajistán    | 3          | 3          | 0          | 0          | 89      | 7         | +82        | 9      |
| Hong Kong     | 3          | 2          | 0          | 1          | 65      | 15        | +50        | 7      |
| India         | 3          | 1          | 0          | 2          | 35      | 52        | -17        | 5      |
| Corea del Sur | 3          | 0          | 0          | 3          | 0       | 115       | -115       | 3      |

### Grupo C
| Equipo    | Encuentros | Encuentros | Encuentros | Encuentros | Tantos  | Tantos    | Tantos     | Puntos |
| Equipo    | jugados    | ganados    | empatados  | perdidos   | a favor | en contra | diferencia | Puntos |
| --------- | ---------- | ---------- | ---------- | ---------- | ------- | --------- | ---------- | ------ |
| Tailandia | 3          | 3          | 0          | 0          | 60      | 10        | +50        | 9      |
| Japón     | 3          | 2          | 0          | 1          | 82      | 29        | +53        | 7      |
| Taiwán    | 3          | 1          | 0          | 2          | 53      | 39        | +14        | 5      |
| Laos      | 3          | 0          | 0          | 3          | 0       | 123       | -123       | 3      |

### Copa de oro
|  | Cuartos de final | Cuartos de final | Cuartos de final |            |            | Semifinales | Semifinales | Semifinales |  |       | Copa  | Copa | Copa |  |
|  |                  |                  |                  |            |            |             |             |             |  |       |       |      |      |  |
|  |                  |                  |                  |            |            |             |             |             |  |       |       |      |      |  |
|  | China            | China            | 41               |            |            |             |             |             |  |       |       |      |      |  |
|  | China            | China            | 41               |            |            |             |             |             |  |       |       |      |      |  |
|  | India            | India            | 0                |            |            |             |             |             |  |       |       |      |      |  |
|  | India            | India            | 0                |            | China      | China       | 26          |             |  |       |       |      |      |  |
|  |                  |                  |                  |            | China      | China       | 26          |             |  |       |       |      |      |  |
|  |                  |                  | Japón            | Japón      | 0          |             |             |             |  |       |       |      |      |  |
|  | Japón            | Japón            | Japón            | Japón      | 0          | 17          |             |             |  |       |       |      |      |  |
|  | Japón            | Japón            |                  |            |            |             |             |             |  |       |       |      |      |  |
|  | Hong Kong        | Hong Kong        | 5                |            |            |             |             |             |  |       |       |      |      |  |
|  | Hong Kong        | Hong Kong        | 5                |            |            |             |             |             |  | China | China | 31   |      |  |
|  |                  |                  |                  |            |            |             |             |             |  | China | China | 31   |      |  |
|  |                  |                  | Kazajistán       | Kazajistán | 12         |             |             |             |  |       |       |      |      |  |
|  | Kazajistán       | Kazajistán       | Kazajistán       | Kazajistán | 12         | 29          |             |             |  |       |       |      |      |  |
|  | Kazajistán       | Kazajistán       |                  |            |            |             |             |             |  |       |       |      |      |  |
|  | Taiwán           | Taiwán           | 0                |            |            |             |             |             |  |       |       |      |      |  |
|  | Taiwán           | Taiwán           | 0                |            | Kazajistán | Kazajistán  | 21          |             |  |       |       |      |      |  |
|  |                  |                  |                  |            | Kazajistán | Kazajistán  | 21          |             |  |       |       |      |      |  |
|  |                  |                  | Tailandia        | Tailandia  | 12         |             |             |             |  |       |       |      |      |  |
|  | Tailandia        | Tailandia        | Tailandia        | Tailandia  | 12         | 24          |             |             |  |       |       |      |      |  |
|  | Tailandia        | Tailandia        |                  |            |            |             |             |             |  |       |       |      |      |  |
|  | Singapur         | Singapur         | 0                |            |            |             |             |             |  |       |       |      |      |  |
|  | Singapur         | Singapur         | 0                |            |            |             |             |             |  |       |       |      |      |  |
|  |                  |                  |                  |            |            |             |             |             |  |       |       |      |      |  |

| Bandera de la República Popular China |
| Campeón China                         |
| Cuarto título                         |